# Erfüllungspolitik
Als Erfüllungspolitik im eigentlichen Sinn bezeichnete man die außenpolitische Strategie der Weimarer Republik von der Annahme des Londoner Ultimatums 1921 bis zur Ruhrbesetzung 1923. Diese Strategie sah vor, die als überzogen eingeschätzten Forderungen der Westmächte so weit zu erfüllen, dass schließlich deren Unerfüllbarkeit offensichtlich werden sollte. Im polemischen Sinne wurde das Wort von den rechten Feinden der Republik benutzt, um die pragmatische Außenpolitik Gustav Stresemanns zu denunzieren.

## Regierungspolitik
Der Begriff wurde von den Politikern der Weimarer Koalition selbst in diesem Sinne verwendet.
Da Deutschland politisch, militärisch und wirtschaftlich zu schwach war, eine Revision des Friedensvertrages von Versailles zu erzwingen, nahm die Reichsregierung unter Führung von Reichskanzler Joseph Wirth (Zentrum) und Wiederaufbau- bzw. Außenminister Walther Rathenau (DDP) 1921 das Londoner Ultimatum an und versuchte,
die Reparationszahlungen des Vertrages möglichst vollständig zu leisten. Damit sollte die völlige Zerrüttung der deutschen Wirtschaft und die Unerfüllbarkeit der internationalen Zahlungsforderungen demonstriert werden. Die Alliierten, vor allem Frankreich, sahen in der „Erfüllungspolitik“ aber keineswegs einen tatsächlichen Offenbarungseid der wirtschaftlichen Leistungsfähigkeit Deutschlands. Sie forderten vor dem Hintergrund der stetig steigenden Verschuldung und Inflationsrate in Deutschland vielmehr eine konsequente Steuerpolitik der Haushaltssanierung. Die Reichsregierung weigerte sich und setzte eher auf eine weitere Geldentwertung, auch um den sozialen Frieden in Deutschland zu bewahren. Damit war die Erfüllungspolitik im eigentlichen Sinn des Wortes beendet. Der Streit eskalierte und führte 1923 zur Besetzung des Ruhrgebiets durch französische und belgische Truppen.
Im Oktober 1930 wurde diese Strategie von der Regierung Brüning wieder aufgegriffen. Nach den Reichstagswahlen vom 14. September, bei denen die Nationalsozialisten einen Überraschungserfolg errungen hatten, war der innenpolitische Druck auf die Regierung, etwas gegen die Reparationsbelastung zu tun, sehr hoch. Die Erfolgsaussichten einer außenpolitischen Initiative schienen aber gering, weshalb Außenminister Julius Curtius im Kabinett erklärte,  man müsse „– kraß gesagt – Erfüllungspolitik treiben und währenddessen die Revision vorbereiten“.

## Polemik der Rechten
Von den Rechten wurden die Protagonisten jeglicher Politik, die auf Verhandlungen mit den Siegermächten setzte statt auf eine Verweigerung jeglicher Vertragserfüllung, als „Erfüllungspolitiker“ diffamiert, die das „System von Versailles“ anerkennen würden. Der Zentrumspolitiker Matthias Erzberger († 26. August 1921) und der liberale Außenminister Walther Rathenau († 24. Juni 1922) wurden von der Organisation Consul ermordet. Der Vorsitzende der DNVP, Kuno Graf Westarp, gab vor den Maiwahlen 1924 die Parole aus, es gehe darum „eine Mehrheit zu schaffen, die der Erfüllungspolitik ein Ende macht“. Auch die 1924 gegründete Deutsche Industriellen-Vereinigung wandte sich gegen eine angebliche Erfüllungspolitik.